# Pyriglena leucoptera
El ojodefuego aliblanco o batará negro (en Argentina y Paraguay) (Pyriglena leucoptera), es una especie de ave paseriforme de la familia Thamnophilidae perteneciente al género Pyriglena. Es nativo del centro sur oriental de Sudamérica.  

## Distribución y hábitat
Se distribuye en el este de Brasil (del este de Bahía y suroeste de Minas Gerais hacia el sur hasta el sur de Mato Grosso do Sul y extremo norte de Río Grande do Sul), este de Paraguay (Canindeyú al sur hasta Itapúa) y extremo noreste de Argentina (Misiones).
Esta especie es localmente común en el sotobosque de selvas húmedas y bosques secundarios de la Mata Atlántica, hasta los 1250 m de altitud.

## Descripción
Mide 17 cm de longitud. Presenta iris rojo. El plumaje del macho es negro brillante, con dos líneas blancas en las alas. La hembra es de color marrón con las partes inferiores más claras y la cola fusca. Ambos géneros tienen una mancha blanca oculta en el dorso. Acostumbra emitir de 4 a 6 silbidos resonantes.

## Comportamiento

### Alimentación
Se alimenta de insectos, que atrapa en la vegetación baja y en el suelo, principalmente cuando sigue a hormigas guerreras.

### Reproducción
Construye en el suelo un nido de forma esférica de 10 cm de diámetro.

## Sistemática

### Descripción original
La especie P. leucoptera fue descrita por primera vez por el naturalista francés Louis Pierre Vieillot en 1818 bajo el nombre científico Turdus leucopterus; localidad tipo «cerca de Río de Janeiro, Brasil».

### Etimología
El nombre genérico femenino «Pyriglena» deriva del griego «puros»: fuego y « glēnē »: ojos, significando «de ojos de fuego»;  y el nombre de la especie «leucoptera», proviene del griego «leukos»: blanco  y «pteros»: de alas; significando «de alas blancas».

### Taxonomía
Algunas veces ha sido tratada como conespecífica con Pyriglena leuconota y/o con P. atra. Es monotípica.